# En ægte Brian
En ægte Brian er en dansk dokumentarfilm fra 1997 med instruktion og manuskript af Carsten Fromberg.

## Handling
Brian bor på Østerbro i København. Han ryger fede, drikker bajere og laver småbræk, men ønsker sig et liv i en treværelses lejlighed med kone, barn og fast arbejde. Filmen er et pågående og solidarisk portræt af et ungt menneske. En stor del af filmen er optaget af Brian selv og hans venner. Filmen følger Brian fra han er 16 til han er 18 år.